# Черкасова Любов Андріївна
Черкасова Любов Андріївна (нар. 26 червня 1946 р., м. Гірник, Донецька область) — педагогиня, вчителька фізичної культури вищої кваліфікаційної категорії, майстер спорту, заслужений учитель народної освіти України. Має понад 45 років педагогічного стажу. Відзначена нагородою «Жінка року — 2013» у номінації: «Жінки — працівники закладів фізичної культури та спорту, спортсменки».

## Біографія
Народилася 26 червня 1946 року в місті Гірник Донецької області.
У липні 1977 року, після завершення спортивної кар'єри, закінчила Луганський педагогічний університет і розпочала професійну діяльність як учителька та тренерка з фізичної культури та спорту.
Протягом більш ніж 45 років Черкасова працює у сфері освіти. До 2020 року викладала у загальноосвітній школі І–ІІ ступенів № 18 міста Гірник. Потім продовжила працювати вчителькою фізичної культури у Гірницькій гімназії № 19 — у тій самій школі, в якій навчалася в дитинстві.

## Професійна діяльність
Черкасова Любов має звання «Майстер спорту СРСР» та «Заслужений учитель народної освіти України». Більше 30 років керувала добровільною спортивною групою «Здоров'я» і понад 15 років є співкерівницею шкільної інноваційної програми «Я і моє здоров'я».
Під її керівництвом школярі протягом десятиліть здобувають перемоги в міських та обласних спортивних змаганнях, зокрема:
- «Веселі старти»
- «Спортивне лелеченя»
- Туристичні змагання
- Футбол
- Баскетбол
- Всеукраїнська гра «Сокіл» («Джура»)

## Громадська діяльність
Черкасова Любов є активною учасницею професійних освітніх подій. Зокрема, брала участь у IV Міжнародній науково-практичній онлайн-конференції «Взаємодія духовного й фізичного виховання в становленні гармонійно розвиненої особистості» та у серпневому Конгресі освітян Донеччини «Нова українська школа». Багаторічна учасниця та спікерка Міжнародних форумів та фестивалів (« Педагогіка 21ст» тощо)

## Відзнаки
- Жінка року — 2013 у номінації: «Жінки — працівники закладів фізичної культури та спорту, спортсменки»
- Заслужений учитель народної освіти України
- Майстер спорту